# Ferlach
Ferlach (słoweń. Borovlje) – miasto w Austrii, w kraju związkowym Karyntia, w powiecie Klagenfurt-Land. Jedyne miasto w powiecie. Według Austriackiego Urzędu Statystycznego liczyło 7169 mieszkańców (1 stycznia 2015).

## Galeria

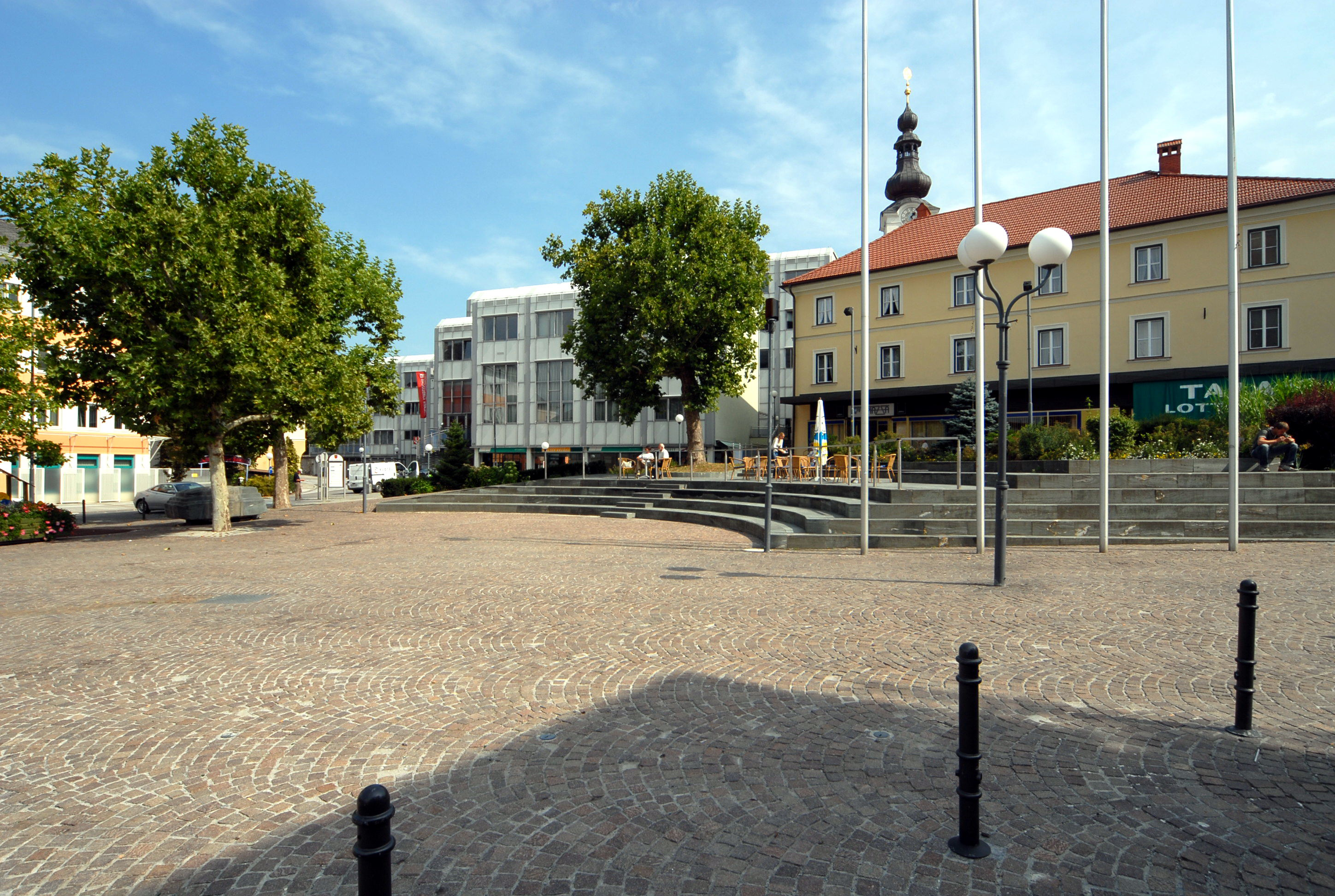
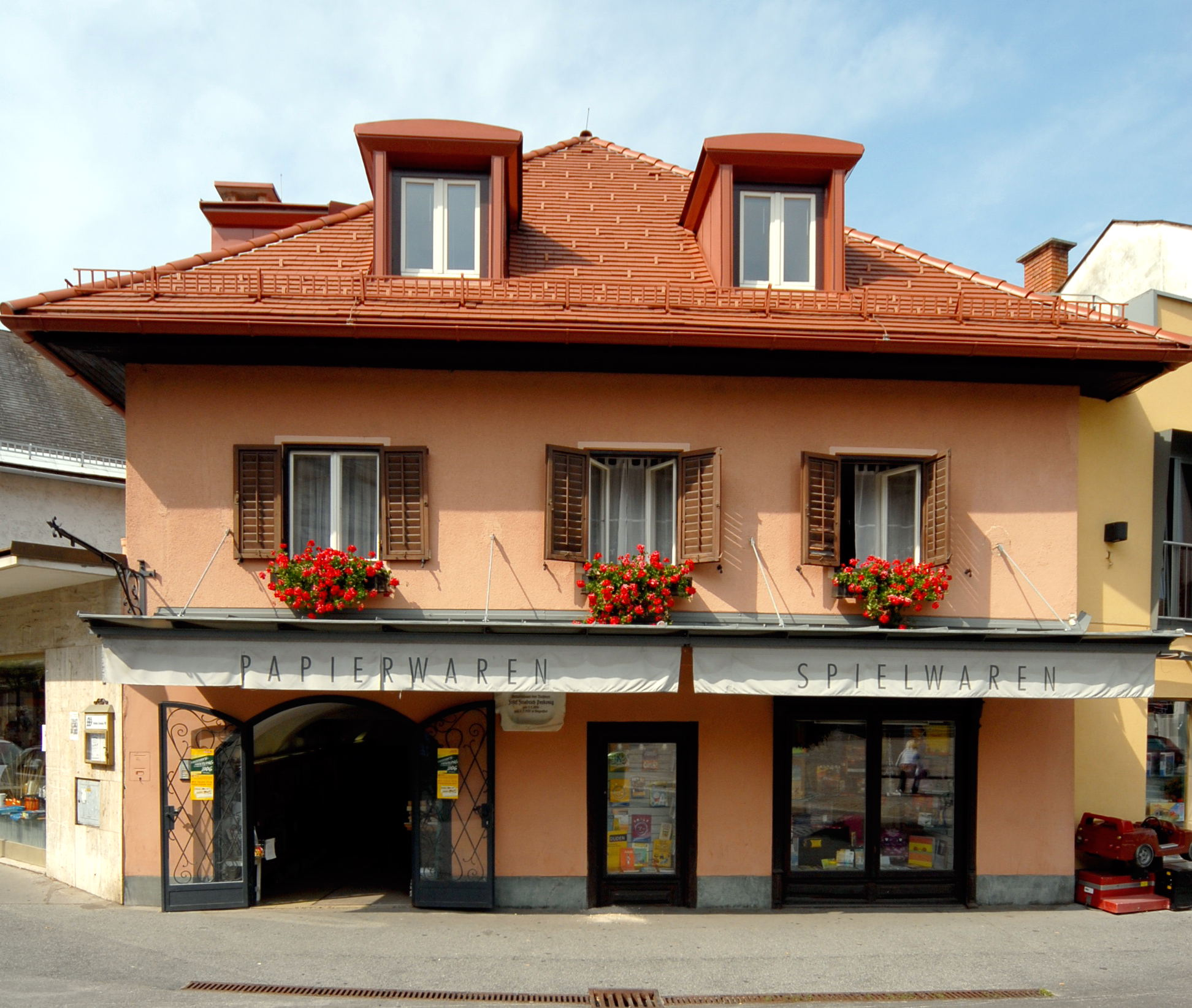
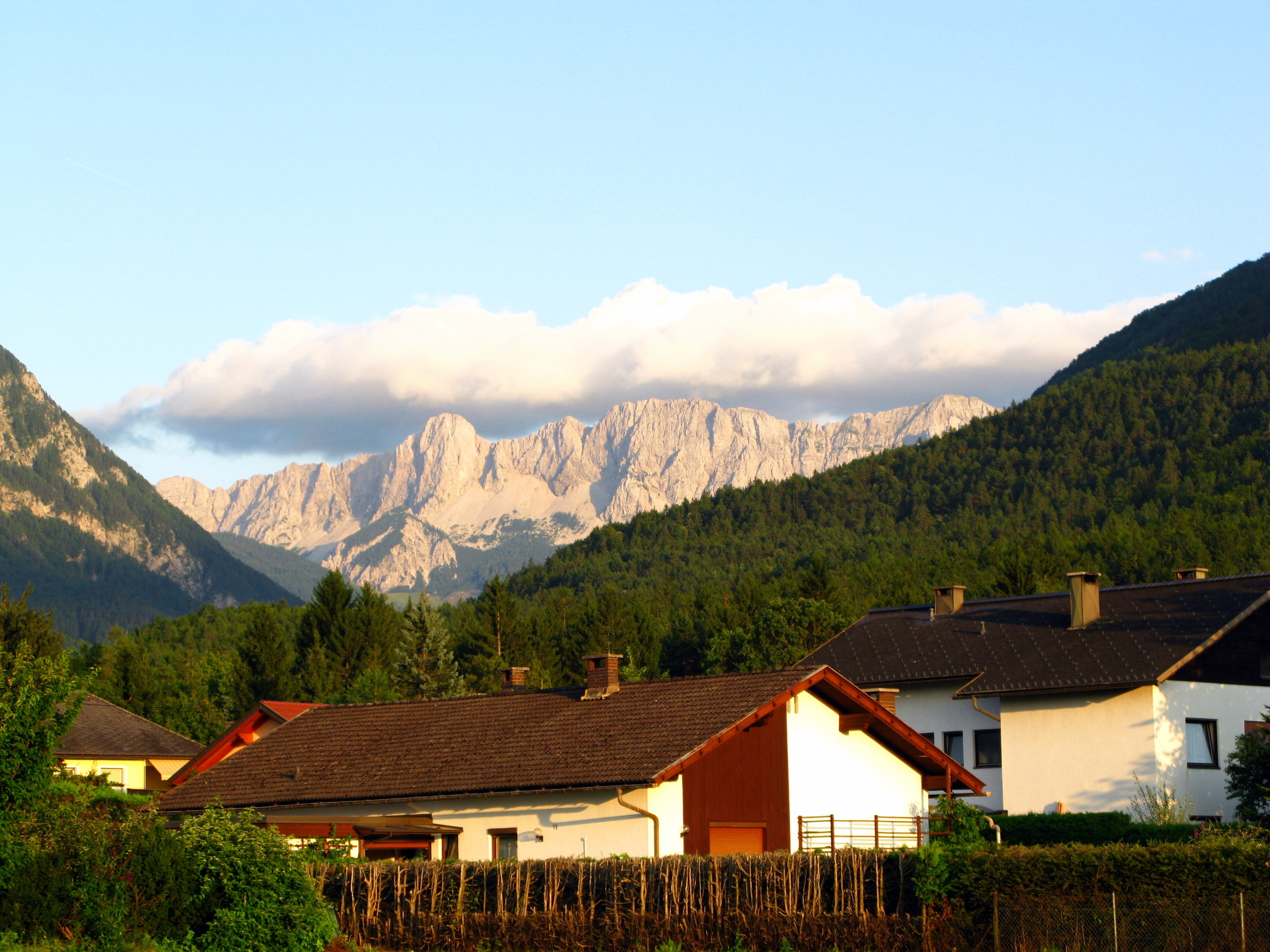
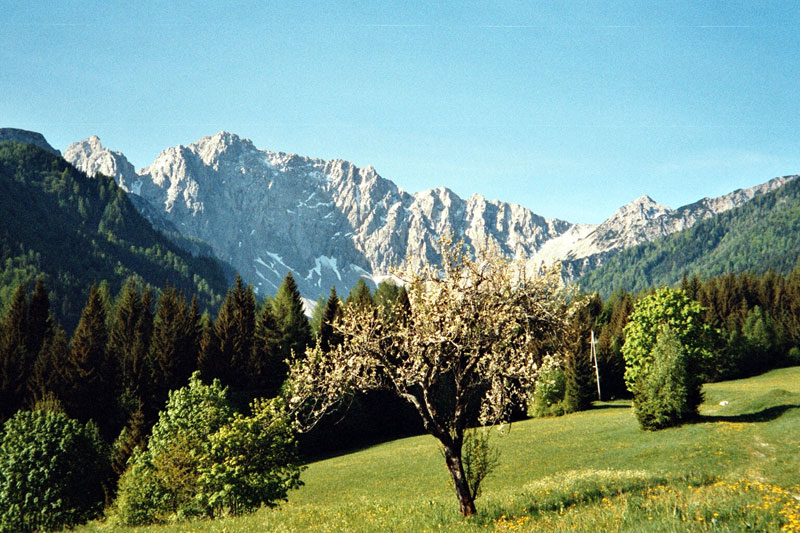